# Фонтне (Ер)
Фонтне (фр. Fontenay) насеље је и општина у северној Француској у региону Горња Нормандија, у департману Ер која припада префектури Andelys.
По подацима из 2011. године у општини је живело 327 становника, а густина насељености је износила 48,37 становника/km². Општина се простире на површини од 6,76 km². Налази се на средњој надморској висини од 105 метара (максималној 146 m, а минималној 94 m).

## Демографија
| 1962. | 1968. | 1975. | 1982. | 1990. | 1999. | 2011. |
| ----- | ----- | ----- | ----- | ----- | ----- | ----- |
| 200   | 225   | 200   | 225   | 234   | 265   | 327   |

График промене броја становника у току последњих година